# Exonymes hongrois de Prekmurje
Cette page recense les différents exonymes hongrois des villes et villages situés en Prekmurje et qui faisaient partie avant le traité de Trianon du royaume de Hongrie. Lesdits exonymes en caractères gras indiquent les zones bilingues slovène-hongrois
| Nom slovène        | Exonyme hongrois  | Autres exonymes (plus anciens)                                        |
| ------------------ | ----------------- | --------------------------------------------------------------------- |
| Adrijanci          | Andorháza         | Adrijáncz, Adriáncz                                                   |
| Andrejci           | Andorhegy         | Adreicz, Adrejcz                                                      |
| Bakovci            | Barkóc            |                                                                       |
| Banuta             | Bánuta            |                                                                       |
| Beltinci           | Belatinc          |                                                                       |
| Benica             | Benice            |                                                                       |
| Berkovci           | Berkeháza         |                                                                       |
| Beznovci           | Buzahely          | Beznócz                                                               |
| Bodonci            | Bodóhegy          | Bodoncz                                                               |
| Bogojina           | Bagonya           |                                                                       |
| Bokrači            | Bokrács           |                                                                       |
| Boreča             | Borháza           | Borecsa                                                               |
| Borejci            | Borhida           | Boriche                                                               |
| Bratonci           | Murabaráti        |                                                                       |
| Brezovci           | Vasnyíres         |                                                                       |
| Brezovica          | Lendvanyíres      |                                                                       |
| Budinci            | Bűdfalva          | Büdincz, Büdonczi                                                     |
| Bukovnica          | Bakónak           |                                                                       |
| Cankova            | Vashidegkút       | Czankova                                                              |
| Celje              | Cille             |                                                                       |
| Čentiba            | Csente            | Csentevölgy                                                           |
| Čepinci            | Kerkafő           | Csöpincz, Csepincz, Csopincz, Csöpencz, Csöpénch, Csőpincz, Csöppincz |
| Černelavci         | Kisszombat        | Csernelócz                                                            |
| Čikečka vas        | Csekefa           |                                                                       |
| Črenšovci          | Cserföld          | Cserensócz                                                            |
| Dankovci           | Őrfalu            | Dankócz, Donkolc                                                      |
| Dobrovnik          | Dobronak          | Lendvavásárhely                                                       |
| Dokležovje         | Murahely          | Deklezsin                                                             |
| Dolenci            | Nagydolány        | Dolincz                                                               |
| Dolga Vas          | Hosszúfalu        |                                                                       |
| Dolgovaške Gorice  | Hosszúfaluhegy    |                                                                       |
| Dolič              | Völgyköz          | Dolics                                                                |
| Dolina             | Völgyes           |                                                                       |
| Dolina pri Lendavi | Völgyifalu        |                                                                       |
| Dolnja Bistrica    | Alsóbeszterce     |                                                                       |
| Dolnji Lakoš       | Alsólakos         |                                                                       |
| Dolnji Slaveči     | Alsócsalogány     | Alsószlavecsa, Alsó-Szlávecsa                                         |
| Domajinci          | Dombalja          | Domaincz                                                              |
| Domanjševci        | Domonkosfa        |                                                                       |
| Filovci            | Filóc             |                                                                       |
| Fikšinci           | Kismáriahavas     | Füksincz, Füxlincz                                                    |
| Fokovci            | Úrdomb            | Falkócz                                                               |
| Gaberje            | Gyertyános        | Zalagyertyános                                                        |
| Gančani            | Lendvarózsavölgy  | Gancsán                                                               |
| Gederovci          | Kőhida            | Gederócz                                                              |
| Genterovci         | Göntérháza        | Genterócz                                                             |
| Gerlinci           | Görhegy           | Görlincz, Gürlincz, Györlincz                                         |
| Gibina             | Murafüred         |                                                                       |
| Gomilica           | Lendvaszentjózsef |                                                                       |
| Gorica             | Halmosfő          | Goricza, Gorice                                                       |
| Gornja Bistrica    | Felsőbeszterce    |                                                                       |
| Gornji Črnci       | Királyszék        |                                                                       |
| Gornji Lakoš       | Felsőlakos        |                                                                       |
| Gornji Petrovci    | Péterhegy         | Felsőpetrócz, Petrócz                                                 |
| Gornji Slaveči     | Felsőcsalogány    | Felsőszlavecsa, Felső-Szlávecsa                                       |
| Grad               | Felsőlendva       | Gornya Lendava                                                        |
| Gradišče           | Muravárhely       | Grádiscsa, Grádicsa, Várhely                                          |
| Hodoš              | Őrihodos          |                                                                       |
| Hotiza             | Murarév           | Hotiza                                                                |
| Ivanci             | Zalaivánd         | Iváncz                                                                |
| Ivanjševci         | Jánosfa           | Janusócz, Janasoc                                                     |
| Ivanovci           | Alsószentbenedek  | Ivanócz                                                               |
| Ižakovci           | Murasziget        |                                                                       |
| Kamovci            | Kámaháza          |                                                                       |
| Kančevci           | Felsőszentbenedek | Kancsócz, Kancsócs                                                    |
| Kapca              | Kapca             |                                                                       |
| Kobilje            | Kebeleszentmárton |                                                                       |
| Korovci            | Károlyfa          | Korosecz                                                              |
| Košarovci          | Kosárháza         |                                                                       |
| Kot                | Kót               |                                                                       |
| Kovačevci          | Vaskovácsi        | Vendkovácsi, Kovacsócz, Kovacsócs                                     |
| Krajna             | Véghely           | Kraina, Krajna                                                        |
| Kramarovci         | Határfalva        |                                                                       |
| Krašči             | Lendvakirályfa    | Krasicz                                                               |
| Križevci           | Tótkeresztúr      |                                                                       |
| Krnci              | Lendvakislak      | Kernecz                                                               |
| Krog               | Korong            |                                                                       |
| Krplivnik          | Kapornak          |                                                                       |
| Kruplivnik         | Vaskorpád         | Kroplivnik, Kroplionik                                                |
| Kukeč              | Újkökényes        | Kükecs, Kicsevölgye, Kusecvölgye                                      |
| Kupšinci           | Murahalmos        | Kupsincz, Kopsincz                                                    |
| Kuštanovci         | Gesztenyés        | Kustanócz, Küstanócz                                                  |
| Kuzma              | Kuzma             |                                                                       |
| Lemerje            | Lehomér           | Lehömér                                                               |
| Lendava            | Lendva            |                                                                       |
| Lendavske Gorice   | Lendvahegy        |                                                                       |
| Lipa               | Kislippa          |                                                                       |
| Lipovci            | Hársliget         | Lapahócz                                                              |
| Lončarovci         | Gerőháza          | Gerencserócz                                                          |
| Lucova             | Lakháza           | Luczova                                                               |
| Lukačevci          | Lukácsfa          |                                                                       |
| Mačkovci           | Mátyásdomb        | Macskócz                                                              |
| Mala Polana        | Kispalina         |                                                                       |
| Markišavci         | Márkusháza        | Markusócz                                                             |
| Markovci           | Marokrét          | Markócz, Markovecz                                                    |
| Martinje           | Magasfok          | Martinya                                                              |
| Martjanci          | Mártonhely        | Martyáncz                                                             |
| Matjaševci         | Szentmátyás       | Matyasócz                                                             |
| Melinci            | Muramelence       | Melincz                                                               |
| Mlajtinci          | Kismálnás         | Málnás, Mladetincz, Mladincz, Mledetincz                              |
| Moravske Toplice   | Alsómarác         | Morácz                                                                |
| Moščanci           | Musznya           | Muszna                                                                |
| Mostje             | Hídvég            |                                                                       |
| Motovilci          | Mottolyád         | Motovilcz, Motosilez                                                  |
| Motvarjevci        | Szentlászló       | Szécsiszentlászló                                                     |
| Murska Sobota      | Muraszombat       | Murai Szombath, Uisnicz                                               |
| Murski Črnci       | Muracsermely      | Muracsernecz                                                          |
| Murski Petrovci    | Murapetróc        | Petrócz                                                               |
| Nedelica           | Zorkóháza         |                                                                       |
| Nemčavci           | Lendvanemesd      | Nemsócz, Nemesd                                                       |
| Neradnovci         | Nádorfa           | Neradnócz, Merádnocz                                                  |
| Noršinci           | Újtölgyes         | Norsincz                                                              |
| Nuskova            | Dióslak           | Nuszkova, Noszkova                                                    |
| Ocinje             | Gedőudvar         |                                                                       |
| Odranci            | Adorjánfalva      |                                                                       |
| Ormož              | Ormosd            |                                                                       |
| Otovci             | Ottóháza          | Otocz, Ottócz                                                         |
| Panovci            | Úriszék           | Pananócz                                                              |
| Pečarovci          | Szentsebestyén    | Pecsarócz, Pücsarocz, Pücsorocz                                       |
| Pertoča            | Perestó           | Pertócsa                                                              |
| Peskovci           | Petőfa            | Peszkócz                                                              |
| Petanjci           | Szécsénykút       | Petáncz                                                               |
| Petišovci          | Petesháza         |                                                                       |
| Pince              | Pince             |                                                                       |
| Pince Marof'       | Pince major       |                                                                       |
| Polana (en)        | Vaspolony         | Polona                                                                |
| Pordašinci         | Kisfalu           | Pordasincz                                                            |
| Poznanovci         | Pálhegy           | Poznanócz, Poznanícz, Posznanocz                                      |
| Predanovci         | Rónafő            |                                                                       |
| Prosečka vas       | Kölesvölgy        |                                                                       |
| Prosenjakovci      | Pártosfalva       | Prosznyákfa                                                           |
| Puconci            | Battyánd          | Pucincz                                                               |
| Puževci            | Pálmafa           |                                                                       |
| Radmožanci         | Radamos           |                                                                       |
| Radovci            | Radófa            | Radócz, Rádócz                                                        |
| Rakičan            | Battyánfalva      | Rakicsán, Rakicsány                                                   |
| Rankovci           | Ferenclak         | Frankócz                                                              |
| Ratkovci           | Rátkalak          | Ratkócz                                                               |
| Razkrižje          | Ráckanizsa        |                                                                       |
| Renkovci           | Lendvaerdő        |                                                                       |
| Rogašovci          | Szarvaslak        | Rogasócz, Rotgasócz                                                   |
| Ropoča             | Rétállás          | Ropocsa, Roprecsa                                                     |
| Šafarsko           | Ligetfalva        |                                                                       |
| Šalamenci          | Salamon           | Salamoncz                                                             |
| Šalovci            | Sall              | Sál                                                                   |
| Satahovci          | Muraszentes       | Szvetahócz, Svetahócz                                                 |
| Sebeborci          | Szentbibor        |                                                                       |
| Selo               | Nagytótlak        |                                                                       |
| Serdica            | Seregháza         | Szerdicza, Szerdicsa                                                  |
| Skakovci           | Szécsényfa        | Skakócz                                                               |
| Sodišinci          | Bírószék          | Szodesinc, Szudisinc                                                  |
| Sotina             | Hegyszoros        | Szotina                                                               |
| Središče           | Szerdahely        | Kisszerdahely                                                         |
| Srednja Bistrica   | Középbeszterce    |                                                                       |
| Stanjevci          | Kerkaszabadhegy   | Szabadhegy, Sztanyecz, Sztanyócz                                      |
| Strehovci          | Őrszentvid        | Sztrelecz                                                             |
| Strukovci          | Sürüház           | Strukócz                                                              |
| Suhi Vrh           | Szárazhegy        |                                                                       |
| Šulinci            | Sándorvölgy       | Sülincz                                                               |
| Sveti Jurij        | Vízlendva         | Szentgyörgy, Tótszentgyörgy                                           |
| Tešanovci          | Mezővár           | Tessanócz, Tissanócz                                                  |
| Tišina             | Csendlak          | Tissina, Tissinócz                                                    |
| Topolovci          | Jegenyés          | Topolócz                                                              |
| Trdkova            | Türke             | Terkova, Tirke, Tőrke, Törkö, Trtkova, Tyrka, Tyrka, Tÿrke            |
| Trimlini           | Hármashalom       |                                                                       |
| Trnje              | Tüskeszer         |                                                                       |
| Tropovci           | Murafüzes         | Tropócz                                                               |
| Turnišče           | Bántornya         | Turniscsa                                                             |
| Vadarci            | Tiborfa           | Tivadarcz                                                             |
| Vanča vas          | Ivánfalva         | Vancsevecz, Vancsavecz, Ivancsavecz, Iváncsafalva                     |
| Vaneča             | Vaslak            | Vanecsa                                                               |
| Večeslavci         | Vasvecsés         | Vecseszlavecz, Wocseszlavecz                                          |
| Velika Polana      | Nagypalina        |                                                                       |
| Veščica            | Végfalva          | Vecsicza, Veczicza, Vecsicsa                                          |
| Veščica            | Falud             |                                                                       |
| Vidonci            | Vidorlak          | Vidoncz                                                               |
| Vučja Gomila       | Zsidahegy         |                                                                       |
| Ženavlje           | Gyanafa           | Gyanvla                                                               |
| Zenkovci           | Zoltánháza        |                                                                       |
| Žitkovci           | Zsitkóc           |                                                                       |
| Žižki              | Zsizsekszer       |                                                                       |

## Sources
- (hu) Elek Fényes, Magyarországnak s a hozzá kapcsolt tartományoknak mostani állapotja statistikai és geographiai tekintetben [« État actuel de la Hongrie et des territoires rattachés du point de vue statistique et géographique »], vol. 1, Pest, 1836 (lire en ligne), « A' tótsági járás », p. 382-393 — En format texte : « A' tótsági járás » (version du 22 février 2007 sur Internet Archive).
- (hu) László Fülöp, « A felsőszölnöki plébánia névrendszere 1750-1800 » [« Noms dans la paroisse de Felsőszölnök »], sur Vasi Digitális Könyvtár [Bibliothèque numérique de Vas], 2007.
- (hu) Magyar Nagylexikon, Budapest,, Magyar Nagylexikon Kiadó, 1993, 930 p. (ISBN 963-05-6611-7).
- (hu) « Sebők László: Muravidék (Szlovénia) településeinek etnikai és felekezeti statisztikája, 1870-2002 » [« Sebők László: Prekmurje (Slovénie) statistiques ethniques et dénominatives des localités, 1870-2002 »], sur Társadalomtudományi Kutatóközpont Kisebbségkutató Intézet [Centre de recherche en sciences sociales Institut de recherche sur les minorités]